# Ladrones de niños
Ladrones de niños es una película de drama, crimen y suspenso mexicana de 1958, escrita y dirigida por Benito Alazraki, y protagonizada por Lilia Prado, Martha Valdés, Emilia Guiú y Bárbara Gil. 

## Sinopsis
La historia comienza en una sala de partos cuando Armando, espera con ansias el nacimiento de su hijo, con la mala noticia de que su esposa Martha no podrá tener más hijos. Pero el bebé está en óptimas condiciones, Emilia Guiú y Gloria cambian el bebe de estos por uno muerto, y eso desencadena una serie de acontecimientos que relacionarán entre sí a los protagonistas.

## Reparto
- Lilia Prado como Marta
- Armando Silvestre como Alfredo García
- Víctor Junco como Mariano Rivera
- Martha Valdés como Carmen
- Miguel Manzano como Javier
- Emilia Guiú como María
- Bárbara Gil como Gloria
- Carlos Riquelme como Sr. Camacho (Camachito)
- Carolina Barret como Consuelito, comadre
- Francisco Jambrina como El General, jefe de policía
- Noé Murayama como Raúl
- Elodia Hernández como Doña Anita
- Rafael María de Labra como Gusano
- Paz Villegas como Madre del gusano
- Ignacio Navarro como Detective, cómplice de Javier
- Margarita Galindo como Niña